# Le Miracle de Sainte Anne
Pour plus de détails, voir Fiche technique et Distribution.
Le Miracle de Sainte Anne (The Unthinking Lobster) est un court-métrage français réalisé par Orson Welles, sorti en 1950.

## Synopsis
Diverses personnes estropiées vivant à l'époque biblique, sont miraculeusement soigné par une femme qu'on appellera Sainte Anne.

## Fiche technique
- Titre original : The Unthinking Lobster
- Titre français : Le Miracle de Sainte Anne
- Réalisation : Orson Welles, assisté de Édouard Molinaro
- Scénario : Orson Welles
- Photographie : George Fanto
- Pays d'origine : France
- Format : Noir et blanc - Mono
- Genre : court métrage comique
- Date de sortie : 1950

## Distribution
- Marcel Achard : un estropié
- Gaby André : une estropiée
- Maurice Bessy : un estropié
- Pierre Beteille : un estropié
- Suzanne Cloutier : Starlette
- Renée Cosima : une estropiée
- Frédéric O'Brady : un estropié
- France Roche : une estropiée
- Boris Vian : un estropié